# Beatrice Straight
Beatrice Whitney Straight, född 2 augusti 1914 i Old Westbury, Nassau County, New York, död 7 april 2001 i Los Angeles, Kalifornien, var en amerikansk teater-, film-, och tv-skådespelerska. Hennes roll i filmen Network från 1976 är den kortaste skådespelarprestation i en film för att vinna en Oscar. I hennes vinnande roll var hon på skärmen i fem minuter och fyrtio sekunder. Hon fick också en Emmy-nominering för sin roll i The Dain Curse. Straight känns mest igen som Dr. Lesh i Poltergeist.
Straight drabbades senare i livet av Alzheimers sjukdom. Hon dog 86 år gammal av lunginflammation.

## Filmografi (i urval)
- 1952 - Telefon från en främling
- 1956 – En flicka på kroken
- 1959 - Nunnan
- 1979 - Dödsmärkt
- 1982 - Poltergeist